# Convoi HX 39
Le convoi HX 39 est un convoi passant dans l'Atlantique nord, pendant la Seconde Guerre mondiale. Il part de Halifax au Canada le 30 avril 1940 pour différents ports du Royaume-Uni et de la France. Il arrive à Liverpool le 15 mai 1940.

## Composition du convoi
Ce convoi est constitué de 44 cargos :
- Royaume-Uni : 35 cargos
- Grèce : 3 cargos
- États-Unis : 1 cargo
- Norvège : 2 cargos
- Yougoslavie : 1 cargo
- France : 1 cargo
- Panama : 1 cargo

## L'escorte
Ce convoi est escorté en début de parcours par :
- les destroyers canadiens : HMCS Restigouche et HMCS St. Laurent
- Un croiseur auxiliaire britannique : HMS Voltaire
- Un sous marin français : Archimède

## Le voyage
Les destroyers canadiens quittent le convoi le 10 mai suivi le lendemain par le croiseur et le sous marin. Le 1er mai, un destroyer HMS Enchantress et une corvette HMS Gladiolus (en) rejoignent le convoi.
Le convoi arrive sans problème.